# Hier encore (émission de télévision)
Pour les articles homonymes, voir Hier encore.
Hier encore est une émission de télévision présentée par Virginie Guilhaume et Charles Aznavour et diffusée sur France 2 le samedi à 20 h 45. Les deux premières émissions, Charles Aznavour était accompagné d'Alessandra Sublet. L'émission est en partenariat avec RTL.

## Principe
L'émission est enregistrée à l'Olympia où une palette d'artistes participent. Lors de la soirée Alessandra interroge les artistes sur leurs choix de chansons. Ils chantent des chansons qui ne sont pas de leurs répertoire mais des chansons qui font la culture française. Ainsi, se créer des duos, trios. Les chanteurs sont assis à côté de la scène pendant que les autres chantent. Entre les chansons Charles Aznavour raconte des anecdotes  et ses souvenirs qu'il a eu avec Gilbert Bécaud et tant d'autres. Guy Delacroix est le directeur musical de l'émission.
En début d'émission tous les artistes chantent Hier encore, une musique de Charles Aznavour.

## Chanteurs

### Émission du 29 septembre 2012

#### Artistes
- Patricia Kaas
- Garou
- Maurane
- Thomas Dutronc
- Shy'm
- Jenifer
- M. Pokora
- Fred Mella
- Bénabar
- Abd al Malik
- Catherine Ringer
- Gérard Darmon
- Amel Bent
- Chimène Badi
- Claire Keim
- Les Gypsies
- Carla Bruni
- Laurent Gerra
- Richard Berry
- BB Brunes

#### Chansons
1. Hier encore : collégiale
2. Mirza : Thomas Dutronc
3. Toulouse : Maurane
4. Ça balance pas mal à Paris : BB Brunes
5. Les Copains d'abord : Gérard Darmon, Claire Keim, Thomas Dutronc et Carla Bruni
6. L'Âme des poètes : Charles Aznavour
7. Comme d'habitude : M. Pokora
8. La Foule : Les Gypsies
9. Vesoul : Shy'm
10. La vie qui va : Bénabar et Gérard Darmon
11. À ma manière : Amel Bent
12. Et maintenant : M. Pokora, Patricia Kaas, Garou et Shy'm
13. Vous qui passez sans me voir : Carla Bruni
14. Insensiblement : Claire Keim et Charles Aznavour
15. Padam, padam... : Patricia Kaas
16. Ma plus belle histoire d'amour : Maurane, Amel Bent, Chimène Badi et Jenifer
17. Ménilmontant : Catherine Ringer
18. Marie-Jeanne : Garou
19. La Bohème : Chimène Badi
20. Tous les cris les SOS : Jenifer
21. Ces gens-là : Abd al Malik et Richard Berry
22. Les Trois Cloches : Fred Mella

### Émission du 2 mars 2013

#### Artistes
- Salvatore Adamo
- Anggun
- Bénabar
- Andrea Bocelli
- Isabelle Boulay
- Dany Brillant
- Patrick Bruel
- Lara Fabian
- Élodie Frégé
- Yves Jamait
- Agnès Jaoui
- La Grande Sophie
- Pascal Obispo
- Axelle Red
- Natasha St-Pier
- Hélène Ségara
- Sheila
- Tal

#### Chansons
1. Hier encore : collégiale
2. L’Italien : Patrick Bruel
3. À Paris : Dany Brillant et Tal
4. Parlez-moi d'amour : Charles Aznavour et Élodie Frégé
5. Göttingen : Lara Fabian
6. Que serais-je sans toi : Bénabar, Salvatore Adamo, Natasha St-Pier et Axelle Red
7. Osez Joséphine : Isabelle Boulay
8. La Mer : Charles Aznavour
9. Tu verras : Salvatore Adamo
10. La Chanson de Prévert : Hélène Ségara, Patrick Bruel, Élodie Frégé et Lara Fabian
11. La Vie en rose : Andrea Bocelli et Tal
12. Il suffirait de presque rien : Bénabar
13. Les Feuilles mortes : Charles Aznavour et Anggun
14. Ne me quitte pas : La Grande Sophie, Lara Fabian, Tal et Patrick Bruel
15. Chanter pour ceux qui sont loin de chez eux : Pascal Obispo
16. C'était bien : Sheila
17. Appelez ça comme vous voulez : Charles Aznavour
18. La Complainte de la Butte : Hélène Ségara
19. La Bicyclette : Bénabar et Pascal Obispo
20. J’ai deux amours : Natasha St-Pier
21. Quelques mots d'amour : Axelle Red
22. Salut les Amoureux : Agnès Jaoui et La Grande Sophie
23. Elle est d'ailleurs : Yves Jamait

### Émission du 14 septembre 2013

#### Artistes
- Patrick Fiori
- François Morel
- Hugues Aufray
- Grégoire
- Patrick Sébastien
- Emmanuel Moire
- Tal
- Dave
- Sofia Essaidi
- Annie Cordy
- Nolwenn Leroy
- Dany Brillant
- Helena Noguerra
- Yves Duteil
- Serge Lama
- Vincent Niclo
- Sandrine Kiberlain
- Michel Sardou
- Roch Voisine
- Lisa Angell
- Raphael
- Damien Sargue

#### Chansons
1. Hier encore : collégiale
2. Qu'est-ce qu'on attend pour être heureux ? : Charles Aznavour et Patrick Sébastien
3. L'Aigle noir : Tal et Sofia Essaïdi
4. Le Chanteur : Emmanuel Moire
5. La Chanson des vieux amants : Serge Lama, Nolwenn Leroy, Helena Noguerra et Dave
6. Écris l'histoire : Patrick Fiori
7. C'est si bon : Annie Cordy
8. La Belle Vie : Roch Voisine, Dany Brillant et Damien Sargue
9. Le Métèque : Grégoire
10. Puisque vous partez en voyage : Charles Aznavour et Nolwenn Leroy
11. L'Absent : Serge Lama
12. Qui saura : Emmanuel Moire, Dave, Roch Voisine et Patrick Fiori
13. Bésame mucho : Vincent Niclo
14. Nous les amoureux : Dave
15. La Groupie du pianiste : Grégoire, Tal, Élisa Tovati et Sofia Essaïdi
16. Cécile, ma fille : Yves Duteil
17. Le Lundi au soleil : Helena Noguerra
18. J'ai rendez-vous avec vous : Hugues Aufray
19. Le Sud : Mickaël Miro, Élisa Tovati, Brice Conrad et Vincent Niclo
20. La Vie en rose : Charles Aznavour
21. Méditerranée : Lisa Angell

### Émission du1erfévrier 2014

#### Artistes
- Dany Boon
- Liane Foly
- Amel Bent
- Hélène Ségara
- Chimène Badi
- Natasha St Pier
- Michel Drucker
- Mimie Mathy
- Michel Fugain
- Louis Chédid
- Antoine Duléry
- Rose
- Aude Henneville
- John Mamann
- Natalie Dessay
- Louis Delort
- Gérard Lenorman
- Joyce Jonathan
- Lynda Lemay
- Marcel Amont
- Yves Jamait

#### Chansons
1. Hier encore : collégiale
2. Y'a d'la joie : Dany Boon et Charles Aznavour
3. Le Blues du businessman : Chimène Badi
4. Votre fille à 20 ans : Gérard Lenorman, Louis Delort, Michel Fugain et John Mamann
5. Il venait d'avoir 18 ans : Lynda Lemay
6. Le piano de la plage : Louis Chedid et Joyce Jonathan
7. C'est en septembre : Liane Foly
8. J’attendrai : Charles Aznavour et Amel Bent
9. L’Amérique : Hélène Ségara, Mimie Mathy, Amandine Bourgeois et Aude Henneville
10. À Paris : Natasha St-Pier
11. Ah ! Le petit vin blanc : Charles Aznavour
12. Ne me quitte pas : Gérard Lenorman
13. Si on chantait : John Mamann et Rose
14. Un jour tu verras : Michel Fugain et Mimie Mathy
15. Mon fils ma bataille : Liane Foly, Chimène Badi, Amel Bent et Natasha St-Pier
16. Mes jeunes années : Michel Drucker, Charles Aznavour et Fred Mella
17. Amsterdam : Louis Delort et Amandine Bourgeois
18. La Chanson du maçon : Marcel Amont
19. Syracuse : Rose, Joyce Jonathan et Aude Henneville
20. Elle est d'ailleurs : Louis Delort
21. Un gamin de Paris : Yves Jamait
22. Dis, quand reviendras-tu ? : Hélène Ségara
23. Le Cinéma : Natalie Dessay

### Émission du 27 septembre 2014

#### Artistes
- Salvatore Adamo
- Alizée
- Lisa Angell
- Didier Barbelivien
- Bénabar
- Isabelle Boulay
- Patrick Bruel
- Julien Doré
- Yves Duteil
- Élodie Frégé
- Camélia Jordana
- Chantal Ladesou
- Serge Lama
- Bernard Lavilliers
- Nolwenn Leroy
- Olympe
- Catherine Ringer
- Stanislas
- Carmen Maria Vega
- Ycare
- Zaz

#### Chansons
1. Hier encore : collégiale
2. La Java bleue : Zaz et Charles Aznavour
3. Je suis venu te dire que je m'en vais : Catherine Ringer
4. Sa jeunesse... entre ses mains : Serge Lama
5. Foule sentimentale : Yves Duteil, Élodie Frégé et Alizée
6. Ma liberté : Isabelle Boulay
7. Un jour tu verras : Nolwenn Leroy et Charles Aznavour
8. Avec le temps : Bernard Lavilliers
9. Non, je n'ai rien oublié : Patrick Bruel
10. Elle était si jolie : Didier Barbelivien, Stanislas et Olympe
11. La Tendresse : Salvatore Adamo
12. Pigalle : Charles Aznavour
13. Le Téléfon : Alizée
14. C'est écrit : Isabelle Boulay et Nolwenn Leroy
15. La Javanaise : Bernard Lavilliers et Julien Doré
16. La Montagne : Didier Barbelivien
17. Les Mots bleus : Camélia Jordana
18. Jolie Môme : Salvatore Adamo, Bénabar et Ycare
19. Frou-frou : Lisa Angell
20. Nathalie : Yves Duteil
21. Mon homme : Carmen Maria Vega et Élodie Frégé

### Émission du 17 janvier 2015

#### Artistes
- Véronique Sanson
- Zaz
- Julien Clerc
- Christophe Willem
- Patrick Juvet
- Nicole Croisille
- Nicoletta
- Dany Brillant
- Damien Sargue
- Philippe Lellouche
- Claire Keim
- Les Stentors
- Amaury Vassili
- Camille Lou
- Sanseverino
- Louane

#### Chansons
1. Hier encore : collégiale
2. Sous le ciel de Paris : Zaz
3. Mon amant de Saint-Jean : Zaz
4. J'aime Paris au mois de mai : Zaz et Charles Aznavour

## Anecdote
- L'émission du 29 septembre 2012 est la première apparition publique de Carla Bruni depuis la défaite de son mari aux élections présidentielles.
- Fred Mella est le seul artiste à avoir été invité deux fois, même si la seconde fois il est seulement venu sur la scène pour interpréter Mes jeunes années.

## Audiences
| Épisode | Jour de diffusion | Présentation       | Téléspectateurs | Parts de marché sur les 4 ans et plus | Classement des audiences de la soirée |
| ------- | ----------------- | ------------------ | --------------- | ------------------------------------- | ------------------------------------- |
| 1       | 29 septembre 2012 | Alessandra Sublet  | 4 194 000       | 20,7 %                                | 1er                                   |
| 2       | 2 mars 2013       | Alessandra Sublet  | 2 934 000       | 12,2 %                                | 3e                                    |
| 3       | 14 septembre 2013 | Virginie Guilhaume | 3 548 000       | 17,1 %                                | 2e                                    |
| 4       | 1er février 2014  | Virginie Guilhaume | 2 622 000       | 11,4 %                                | 3e                                    |
| 5       | 27 septembre 2014 | Virginie Guilhaume | 2 598 000       | 13,4 %                                | 2e                                    |
| 6       | 17 janvier 2015   | Virginie Guilhaume | 2 494 000       | 11,1%                                 | 4e                                    |

Légende :
- Les plus hauts chiffres d'audience
- Les plus bas chiffres d'audience